# Открито първенство на Швеция 2014
Открито първенство на Швеция 2014 е турнир, провеждащ се в шведския град Бостад от 7 до 13 юли при мъжете и от 14 до 20 юли 2014 г. при жените. Това е 67–мото издание от ATP Тур и 6–тото от WTA Тур. Турнирът е част от сериите 250 на ATP Световен Тур 2014 и категория „Международни“ на WTA Тур 2014.

## Сингъл мъже
- Пабло Куевас побеждава  Жоао Соуса с резултат 6–2, 6–1.

- Това е първа титла за Куевас в кариерата му.

## Сингъл жени
- Мона Бартел побеждава  Шанел Схеперс с резултат 6–3, 7–6(7–3).

- Това е 3-та титла в кариерата на Бартел.

## Двойки мъже
- Йохан Брунстрьом /  Николас Монро побеждават  Жереми Шарди /  Оливер Марах с резултат 4–6, 7–6(7–5), [10–7].

## Двойки жени
- Андрея Клепач /  Мария Тереса Торо Флор побеждават  Джоселин Рей /  Анна Смит с резултат 6–1, 6–1.